# Prahovo
Prahovo (kyrillisch Прахово) ist eine Kleinstadt in der Opština Negotin und im Bezirk Bor in Ostserbien. Sie liegt an der Donau im Dreiländereck zwischen Serbien, Rumänien und Bulgarien und zählt zu den ältesten Siedlungen in dieser Gemeinde.

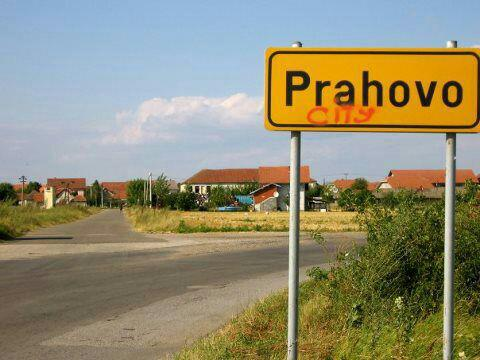
Ortstafel von Prahovo

## Geschichte
Der Ort entstand vermutlich in der Nähe von oder auf der römischen Siedlung Decebalum, welche Trajan in Erinnerung an den Sieg seiner Truppen über die des dakischen Königs Decebalus erbauen lassen hatte.
Anfang des 16. Jahrhunderts hatte das Dorf 35 Häuser, erst in den letzten Jahrhunderten wuchs die Einwohneranzahl in die Höhe. Die Einwohner des Dorfes, Walachen, kamen ursprünglich aus dem Süden, bevor sie sich in Prahovo niedergelassen hatten.
Im 17. Jahrhundert waren die meisten Einwohner Bauern, die Schweine oder Schafe hielten. Die Serbisch-orthodoxe Christi-Himmelfahrts-Kirche in Prahovo wurde 1872 erbaut.

### Versenkung der deutschen „Schwarzmeerflotte“
Am 6. und 7. September 1944 wurde in der Donau die „Schwarzmeerflotte“ der deutschen Kriegsmarine auf Befehl von Konteradmiral (Ing.) Paul-Willy Zieb versenkt, um den Wasserweg unpassierbar zu machen. Ursprünglich war geplant gewesen den Konvoi von ungefähr 200 Kriegs- und Frachtschiffen mit rund 8000 Soldaten und Zivilisten vor den sich nähernden Truppen der Roten Armee zurück ins Reich zu führen. Den auf bis zu 20 Kilometern Länge verteilten Schiffen wurde allerdings der Rückzug über die Donau abgeschnitten. Die Rote Armee kontrollierte bereits das rumänische Ufer des Eisernen Tores, sie konnte aber die meist kleineren deutschen Schiffe wegen einer Insel und davorliegenden Sümpfe nicht angreifen. Die Wehrmacht beherrschte zwar noch das serbische Ufer, wurde aber von vorrückenden jugoslawischen Partisanen bedroht. Nach Augenzeugenberichten wurden die Schiffe ineinander verkeilt, geflutet und im Inneren Explosionen ausgelöst. Einige Wracks wurden mit dem Schiffskran Sutjeska aus der Fahrrinne geräumt, damit überhaupt Schiffe passieren konnten.

### Späte Folgen der Versenkung
Noch im Jahre 2009, 64 Jahre nach dem Zweiten Weltkrieg, bereiten die übrigen Wracks alter deutscher Kriegsschiffe der internationalen Donauschifffahrt Probleme. Mithilfe lokaler Taucher und niederländischer Experten sind 2009 die Wracks lokalisiert und vermessen worden, wobei mindestens 21 Schiffe in oder nahe der Fahrrinne liegen, die Frachtschiffe und Flusskreuzfahrtschiffe behindern. Bis zu 30 Millionen Euro müssen für die Bergung aufgebracht werden.
Im Sommer 2022 wurde das Thema erneut aktuell, als aufgrund sinkenden Pegelstandes der Donau infolge lang anhaltender Hitze mehrere der versunkenen Schiffe oberhalb der Wasseroberfläche zum Vorschein kamen. Bereits im März 2022 hatte die serbische Regierung die Bergung der Wracks und Entschärfung von alter Munition ausgeschrieben. Für die Freiräumung und Verbreiterung der Fahrrinne stellt die Europäische Investitionsbank (EIB) Kredite zur Verfügung. Schließlich gehört die Donau zu den wichtigen europäischen Verkehrskorridoren. Tatsächlich müssen bei Niedrigwasser längere Frachtkonvois mit mehreren Schubleichtern entkoppelt und in Teilen an den Wracks vorbeigelotst werden, wobei Zeitverluste von bis zu drei Tagen entstehen können.
Im August 2014 wurde ein erstes Schiffswrack geborgen. Es sollen insgesamt 21 Schiffwracks geborgen werden, die zu nah an der Fahrrinne liegen.

## Einwohner
Die Volkszählung 2002 (Eigennennung) ergab, dass 1.506 Menschen im Dorf leben.
Weitere Volkszählungen:
- 1948: 2.186
- 1953: 2.174
- 1961: 2.600
- 1971: 2.455
- 1981: 2.412
- 1991: 2.296

## Wirtschaft

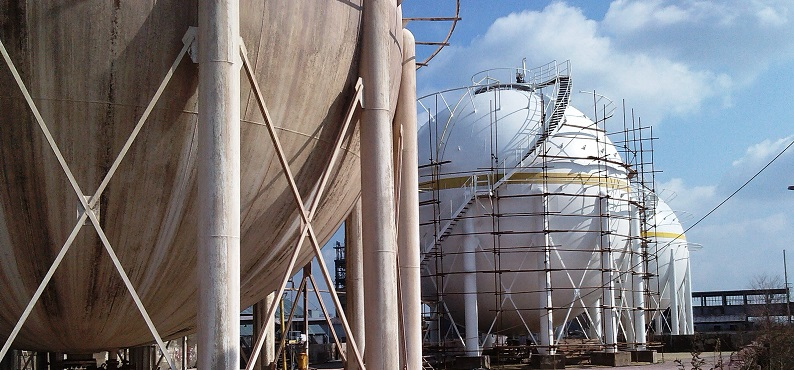
Rekonstruierung der Produktionsanlagen

Die Wirtschaft des Ortes wurde über Jahrzehnte bestimmt durch das etwa zwei Kilometer östlich befindliche Chemieunternehmen IHP (Industrija hemijskih proizvoda) Prahovo, mit dessen Bau 1960 begonnen wurde. Es wurde dafür ein eigener Donauhafen wie auch eine Bahnstation geschaffen. Nach Jahren des Niedergangs folgte 2007 die Privatisierung mit dem Verkauf an das griechische Unternehmen Neochimiki. Zu diesem Zeitpunkt hatte das Unternehmen noch 500 Beschäftigte. Neochimiki konnte aber die beim Kauf gemachten Zusagen nicht einhalten, woraufhin die Privatisierung rückabgewickelt wurde. Im Juli 2012 kaufte der in Šabac ansässige Düngemittelhersteller Elixir die Düngemittelsparte von IHP Prahovo und versprach zunächst die Beschäftigung von 150 Mitarbeitern.

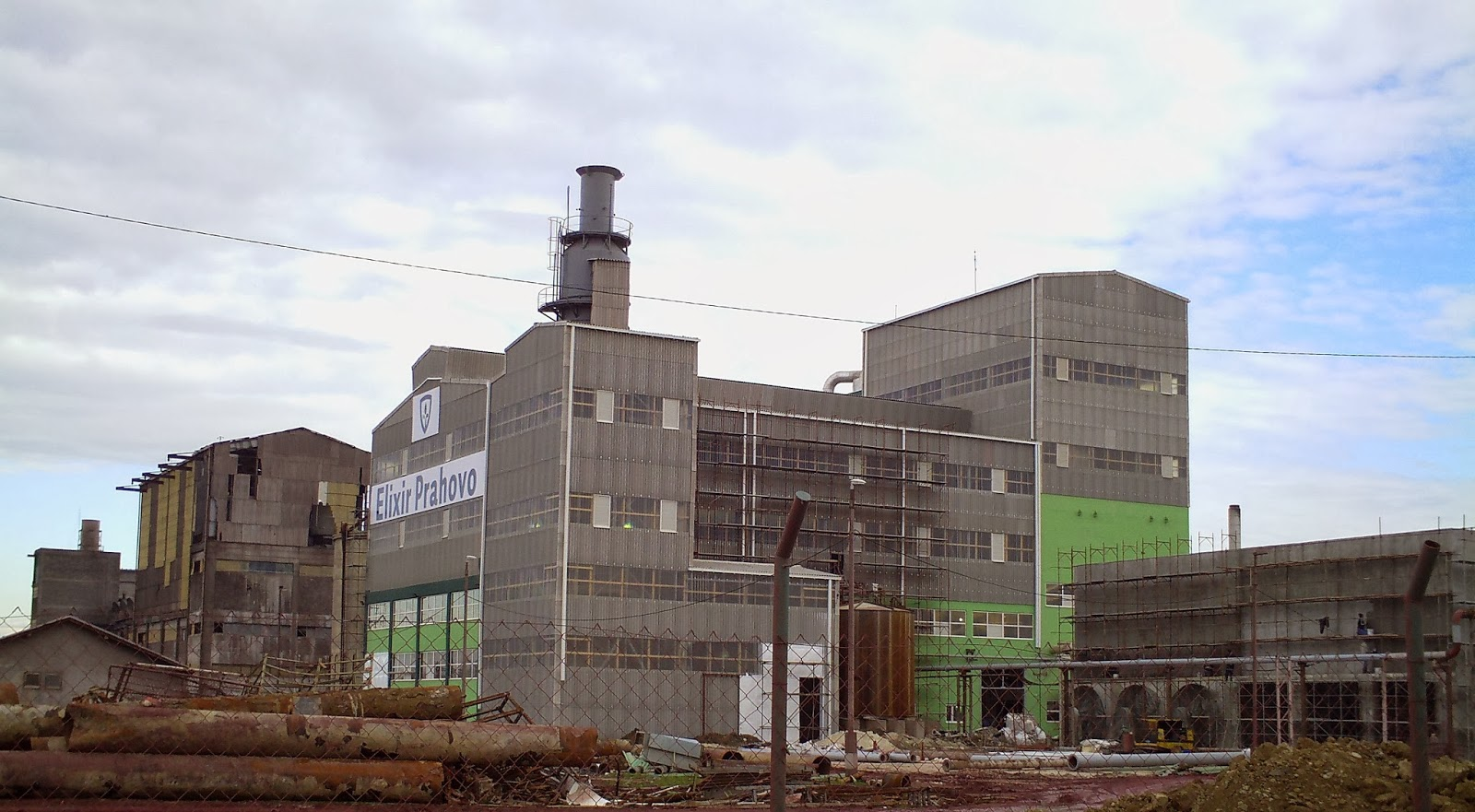
Rekonstruierung der Fabrik „IHP Prahovo“

Das Unternehmen „Elixir Grupa“ hat bereits mit der Modernisierung der dortigen Produktionsanlagen begonnen und plant eine Investition im Gesamtwert von 24 Mio. Euro bis 2015.

### Infrastruktur

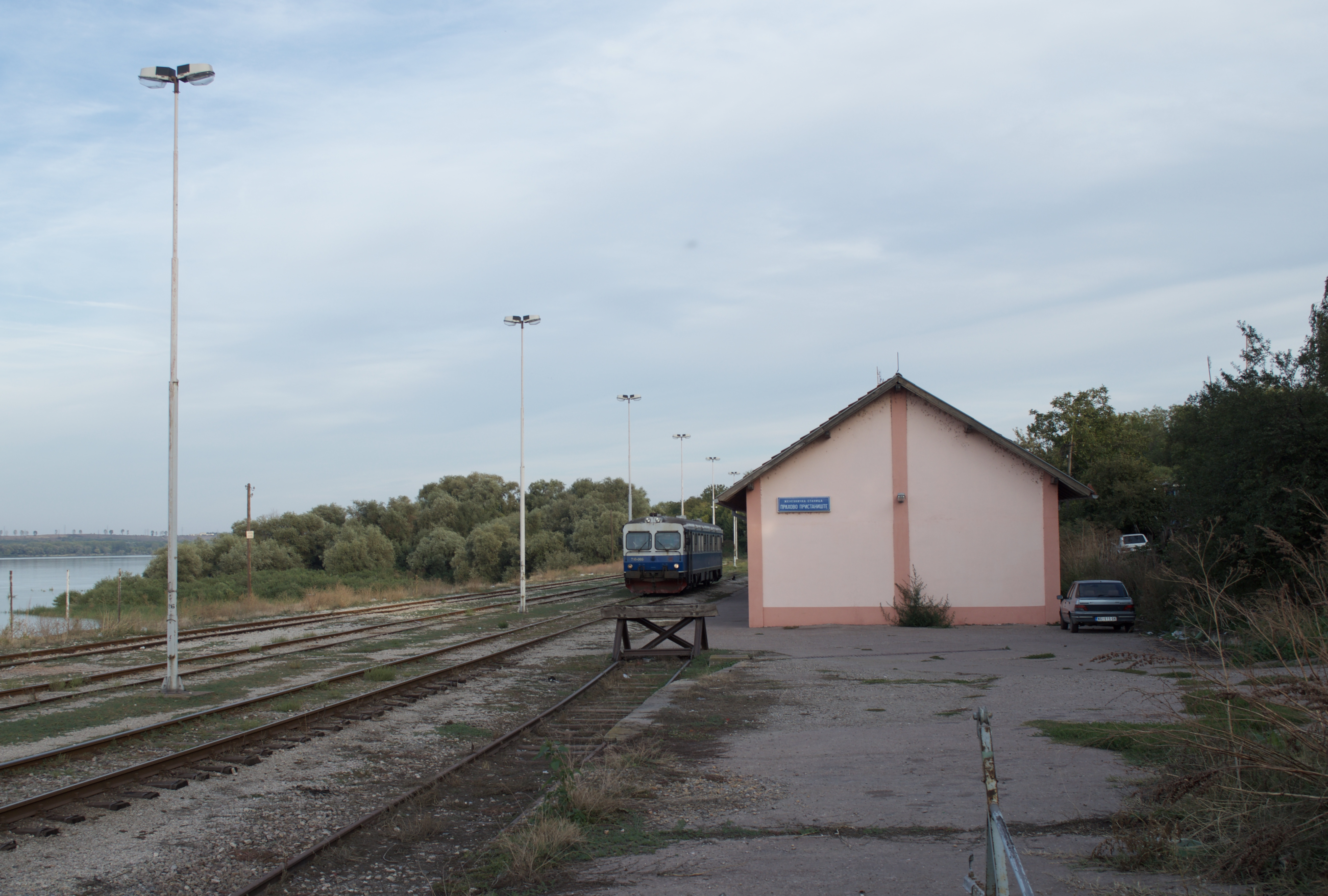
Bahnhof Prahovo Pristanište

Prahovo verfügt über drei Bahnhöfe. Prahovo Pristanište („Prahovo Kai“) bildet den Endpunkt der Strecke nach Crveni Krst. Täglich verkehren hier zwei Zugpaare bis Zaječar, die auch den Bahnhof Prahovo (früher Prahovo Selo) bedienen. Der Halt Prahovo Fabrika wird dagegen nicht im Personenverkehr bedient.
Im Jahr 2008 wurden neue Schilder als Kennzeichnung für den Donauradweg angebracht. Dieses Unternehmen wurde von der Europäischen Union finanziert.
Etwa zwei Kilometer westlich von Prahovo wurde am 28. Dezember 2011 der Grenzübergang Kusjak nach Rumänien eröffnet. Genutzt wird dafür der Damm des Kraftwerks Eisernes Tor 2.

## Bildung
Im Dorf gibt es eine Gesamtschule die bis zur 9. Klasse geht.

## Sport
Südlich des Dorfes befindet sich das „Stadion“ Prahovo. Es handelt sich dabei um einen Rasenplatz mit zwei Tribünen mit jeweils drei Sitzreihen. Es ist der Heimplatz des in der Regionalliga spielenden Fußballvereines FK Prahovo Dunav, der 1947 gegründet wurde.